# Xã Hamlin, Quận Lac qui Parle, Minnesota
Xã Hamlin (tiếng Anh: Hamlin Township) là một xã thuộc quận Lac qui Parle, tiểu bang Minnesota, Hoa Kỳ. Năm 2010, dân số của xã này là 165 người.